# 宮島連絡船
宮島連絡船（みやじまれんらくせん）は、広島県廿日市市の宮島口桟橋と同市厳島の宮島桟橋の間を結ぶ、JR西日本宮島フェリーの航路（鉄道連絡船）である。路線名は宮島航路。
鉄道連絡船ではあるが鉄道線を挟んだ輸送を担うものではない。

## 概要
かつては日本国有鉄道（国鉄）の航路であり、1987年（昭和62年）4月1日の国鉄分割民営化後は西日本旅客鉄道（JR西日本）が運航していた。JR西日本は2009年（平成21年）2月2日に新設した完全子会社のJR西日本宮島フェリーへ宮島連絡船の事業を譲渡し、同年4月1日から同社での営業を開始した。分社化の時点で、年間1億円ほどの赤字が10年ほど継続している状態であった。
なお、事業譲渡後も本航路はこれまで通り「青春18きっぷ」など、JRグループや、JR西日本本体が運営するトクトクきっぷでの乗船も可能となっている指定席券売機の乗車券購入機能で、宮島駅の表記が、「JR西日本フェリー　宮島」に変更されている。マルス券の表記は、「宮島」で変更されていない。
JR鉄道線との通し乗車券は、鉄道連絡船ということもあり、分社化後も購入可能で、一貫してJR鉄道線の運賃と航路の運賃との合算だが、JR西日本直営時代は「山陽・宮島航路」の表記だったが、分社化後は連絡運輸の扱いとなり、乗車券の経由表記が「山陽・宮島口」に表記が変更された。
航路の運航距離は2 km程度あるが、並行する宮島松大汽船との運賃のバランスを考慮して、営業キロを1.0 kmとしている。この航路は宮島松大汽船の航路と共に広島県道43号厳島公園線の一部を形成している。そのため、国鉄時代から自動車航送を取り扱っている。

## 歴史
宮島行きの渡船については、江戸時代より廿日市などから出港していた（詳細は宮島航路参照）。
1897年（明治30年）9月25日の山陽鉄道延伸に合わせて、広島市在住の実業家早速勝三が、赤崎海岸に桟橋を設置。宮島間の航路を開設した。赤崎海岸の桟橋は、現在の宮島口桟橋の始まりになり、その航路が宮島連絡船の始まりになった。
1899年（明治32年）6月に、宮島有志の共同事業として、地元有志が出資した「厳島渡津合資会社」が設立され、事業譲渡された。さらに翌年、宮島渡航株式会社が設立されて、事業を継承した。
1902年（明治35年）4月に、「宮島渡航株式会社」が建造した宮島丸が就航した。
1903年（明治36年）に山陽鉄道が、「宮島渡航株式会社」の桟橋・船舶・航路の一切を買収、5月8日から山陽鉄道直営航路になる（山陽汽船商社も参照）。宮島駅（現在の宮島口駅）の駅長が宮島航路も兼任することになり、汽車と汽船の連絡切符を販売した。同年の7月時点で10往復していた。1905年（明治38年）11月に、より大型の厳島丸と交代した。
山陽鉄道は、1906年（明治39年）12月1日に国有化され、官設鉄道（当時。後の国鉄）航路になった。

### 沿革
- 1897年（明治30年）
  - 6月：広島市在住の早速勝三が経営する渡船として発足。
  - 9月25日：山陽鉄道延伸に合わせて就航開始。
- 1899年（明治32年）6月15日：地元有志出資の「厳島渡津合資会社」設立[7]、事業移管。
- 1900年（明治33年）9月16日：「宮島渡航株式会社」設立[5]。
- 時期不詳：「厳島渡津合資会社」から「宮島渡航株式会社」に事業移管。
- 1902年（明治35年）5月20日：「厳島渡津合資会社」解散[6]。
- 1903年（明治36年）5月8日：山陽鉄道が「宮島渡航株式会社」を買収し、直営航路として運航開始。鉄道連絡船となる。
- 1906年（明治39年）12月1日：山陽鉄道の国有化に伴い、官設鉄道（鉄道作業局→鉄道院）に移管。
- 1929年（昭和4年）4月1日：宮島 - 厳島間の営業範囲を旅客、手荷物、小荷物および旅客付随小荷物とし、営業キロを5 kmとする[8]。
- 1949年（昭和24年）6月1日：日本国有鉄道法施行に伴い、公共企業体日本国有鉄道（国鉄）に移管。
- 1968年（昭和43年）11月1日：宮島口さん橋および宮島さん橋を廃止し、営業範囲を旅客、手荷物、小荷物および小口扱貨物とする宮島営業所を広島県佐伯郡宮島町に設置する[9]。
- 1974年（昭和49年）10月1日：宮島営業所の営業範囲を旅客、荷物へ改正する[10]。宮島口・宮島間の航路は、旅客運輸営業に変更となる[11]。
- 1985年（昭和60年）3月14日：宮島営業所の営業範囲を旅客へ改正する[12]。
- 1987年（昭和62年）4月1日：国鉄分割民営化に伴い、西日本旅客鉄道（JR西日本）に移管。
- 2008年（平成20年）12月4日：JR西日本が船舶事業を分離し、廿日市市にJR西日本が全額出資する子会社を設立することを発表[13]。
- 2009年（平成21年）2月2日：航路を引き継ぐJR西日本宮島フェリー株式会社設立。
- 2009年（平成21年）4月1日：JR西日本宮島フェリーに移管。
- 2009年（平成21年）10月17日：交通IC乗車カードPASPY・ICOCAの利用開始。
- 2011年（平成23年）3月31日：この日の利用をもってバスカードの取り扱いを終了。
- 2018年（平成30年）3月17日：ICカード全国相互利用サービスに対応し、Suica、PASMOなどの交通ICカードが利用可能になった。
- 2023年（令和5年）10月1日：[14]
  - 普通運賃を大人200円に改定。
  - 宮島訪問税の徴収開始。
  - ICOCA定期券を導入。
  - 連絡普通乗車券を廃止。
- 2025年（令和7年）3月29日 - PASPYがサービス終了に伴い利用不可となる。

## 運航形態
宮島発は5時45分から22時12分まで、宮島口発は6時25分から22時42分まで運航される。昼間時は15分間隔だが、多客日は10分間隔になる。宮島口発の便については、9時台から16時台前半の便で厳島神社大鳥居沖経由便を設定するなどのサービスも行っている（航路はJRが西側、宮島松大汽船は東側のため、松大汽船は航路干渉をおこすことから直通コースしか設定できないが、その分、所要時間も短い）。

## 運賃
- 運賃は、片道大人200円・子供100円、障害者割引は大人100円・子供50円である[15]。この料金は競合路線の宮島松大汽船と同額である。また2023年10月1日より、宮島訪問税100円が宮島口発の運賃に上乗せされることになった[16][17]。
- 宮島松大汽船および広島電鉄が発行する切符では乗ることはできない。ただし、交通系ICカード全国相互利用サービスに対応したICカードであればその限りではない。
- 団体割引は8名以上で、多客時は片道大人160円・子供80円、学生団体割引（8名以上、通年）は中学生以上は100円、小学生以下は70円、教職員・付添人は140円である[15]。
- 貸切も可能である。
- JRの特別企画乗車券に関しては、青春18きっぷ・フルムーン夫婦グリーンパス・秋の乗り放題パス・ぐるりんパスなどが利用できる。
  - 訪日外国人向けでは、ジャパンレールパスや、JR西日本のWest Rail Passの広島エリアを対象としたきっぷも利用できるため、外国人利用客の比率が高くなっている。
  - これらの乗車券を使う場合宮島訪問税単独の切符を購入する必要がある。

### 自動車航送
- 自動車航送料金は、3 m未満が800円、3 m以上4 m未満が1,250円、4 m以上5 m未満が1,700円、5 m以上6 m未満が2,250円となっており、ドライバー1名の運賃が含まれている[15]。車両の最大高さは2.2 m以下。
- 乗船当日に自動車航送券を購入する。車検証の提示は不要だが、提示を求められる場合がある。

### 自転車・オートバイ航送
- 自転車・オートバイ航送自動車航送料金は、自転車が100円である他、オートバイが125 cc以下が200円、125 cc超750 cc以下が300円、750 cc超が400円となっているが[15]、運転者の運賃は含まれておらず、別途運賃が必要となる。
- 自動車航送同様に、乗船当日に自転車・バイク航送券並びに乗船券を購入する。

### 対応乗車カード
- 徒歩や自転車・バイク航送での乗船に限り、交通IC乗車カードのICOCA、Suicaなども利用できる。同じ区間を運航する宮島松大汽船も同様。過去にはバスカード、PASPYが利用できた。かつてはICカードリーダーが宮島側にしかなく、どちら方向に乗船しても宮島側で精算を行っていたが、宮島訪問税の徴収開始に伴い宮島口にもICカード対応の自動改札が設置された。
- 自動車航送に交通IC乗車カードは利用できない。

## 駅一覧
- 両駅とも広島県廿日市市内に所在。
- 山陽本線宮島口駅は、宮島口桟橋から徒歩6分の距離にある。

| 駅名       | 営業キロ | 接続路線                                                               |
| ---------- | -------- | ---------------------------------------------------------------------- |
| 宮島口桟橋 | 0.0      | 西日本旅客鉄道：山陽本線（宮島口駅） 広島電鉄：宮島線 （広電宮島口駅） |
| 宮島桟橋   | 1.0      |                                                                        |

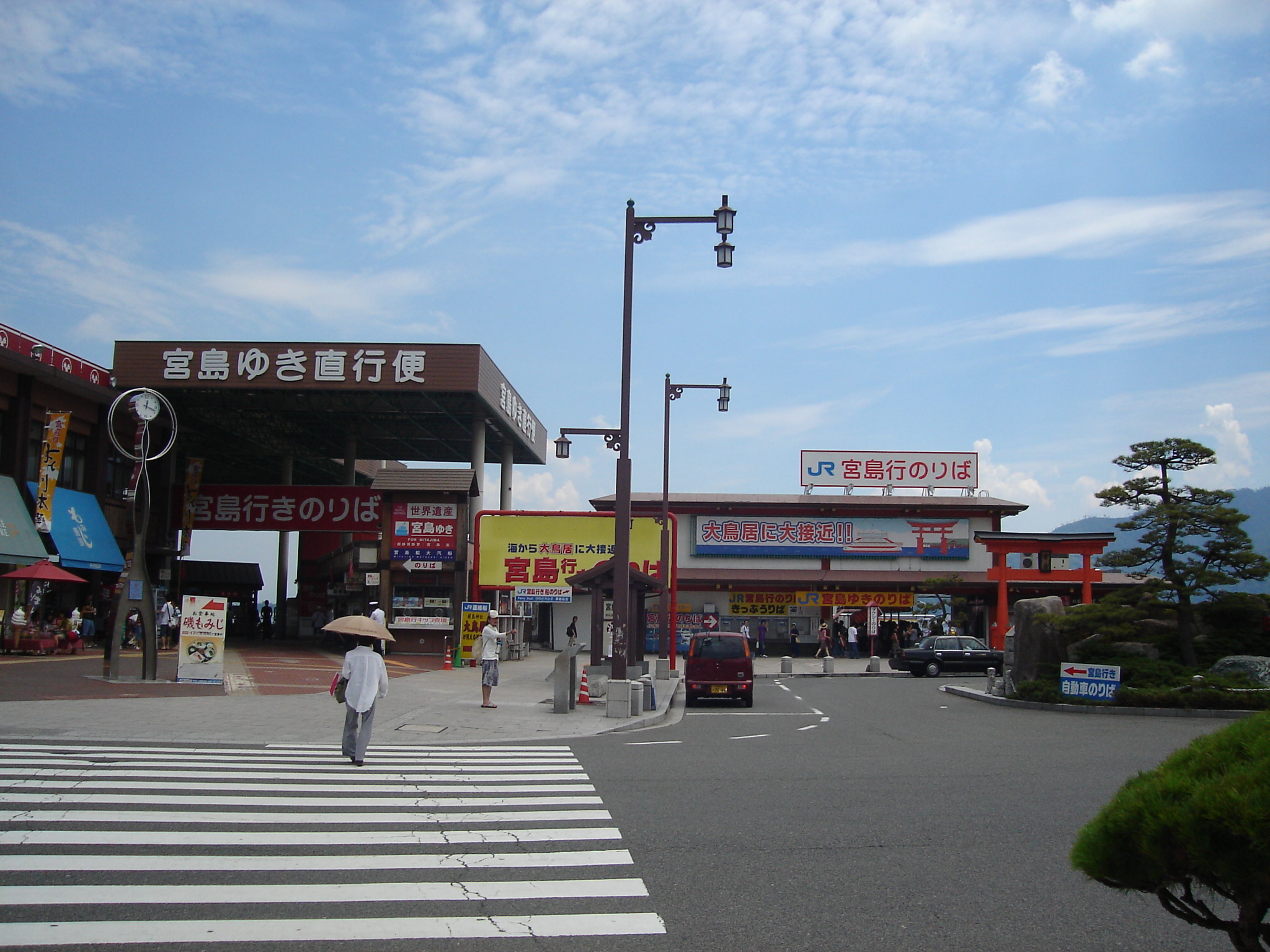
宮島口桟橋全景
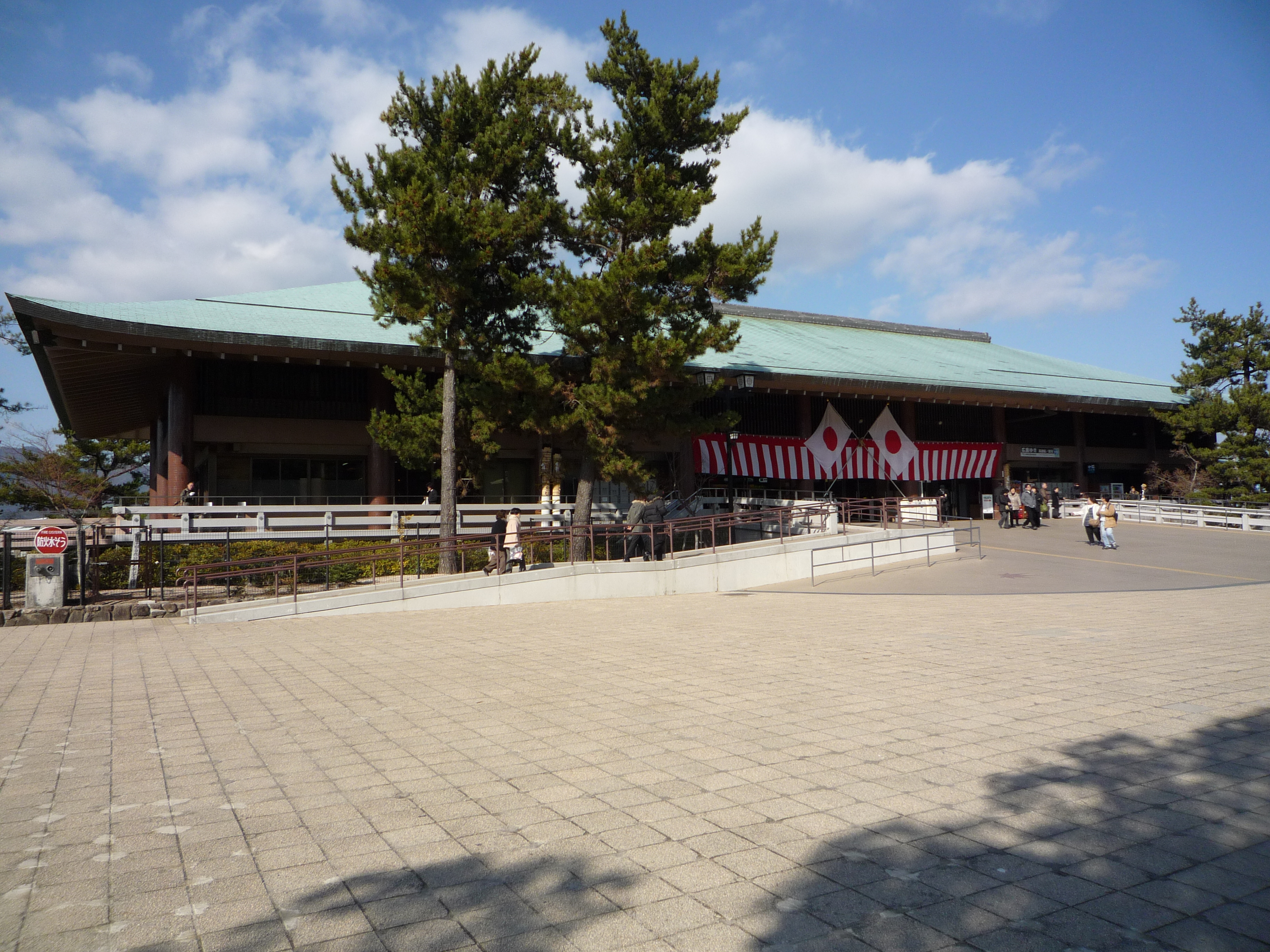
宮島桟橋全景

## 使用船舶

### 現在就航している船舶
以下の3隻が就航しており、現在ではすべての船を自動車搭載可能なフェリーとしている。また、ななうら丸の3代目の入れ換えをもって所有している船舶は全て両頭船となっている。
| 船名                | 用途         | 総トン数 | 就航日        | 備考                     |
| ------------------- | ------------ | -------- | ------------- | ------------------------ |
| ななうら丸（3代目） | 旅客フェリー | 275t     | 2016年11月7日 |                          |
| みせん丸（4代目）   | 旅客フェリー | 218t     | 1996年4月27日 |                          |
| みやじま丸（4代目） | 旅客フェリー | 254t     | 2006年5月23日 | 後記の事故で就航が遅れる |

現在のみやじま丸は当初2006年3月15日に就航予定だったが、試験航行中に松大汽船側の桟橋に衝突したため、2か月8日遅れて同年5月23日に就航し、これに伴い旧みやじま丸は運航を終了した。

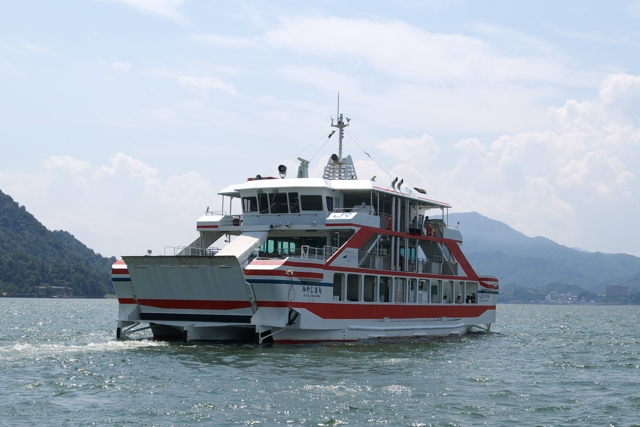
みやじま丸
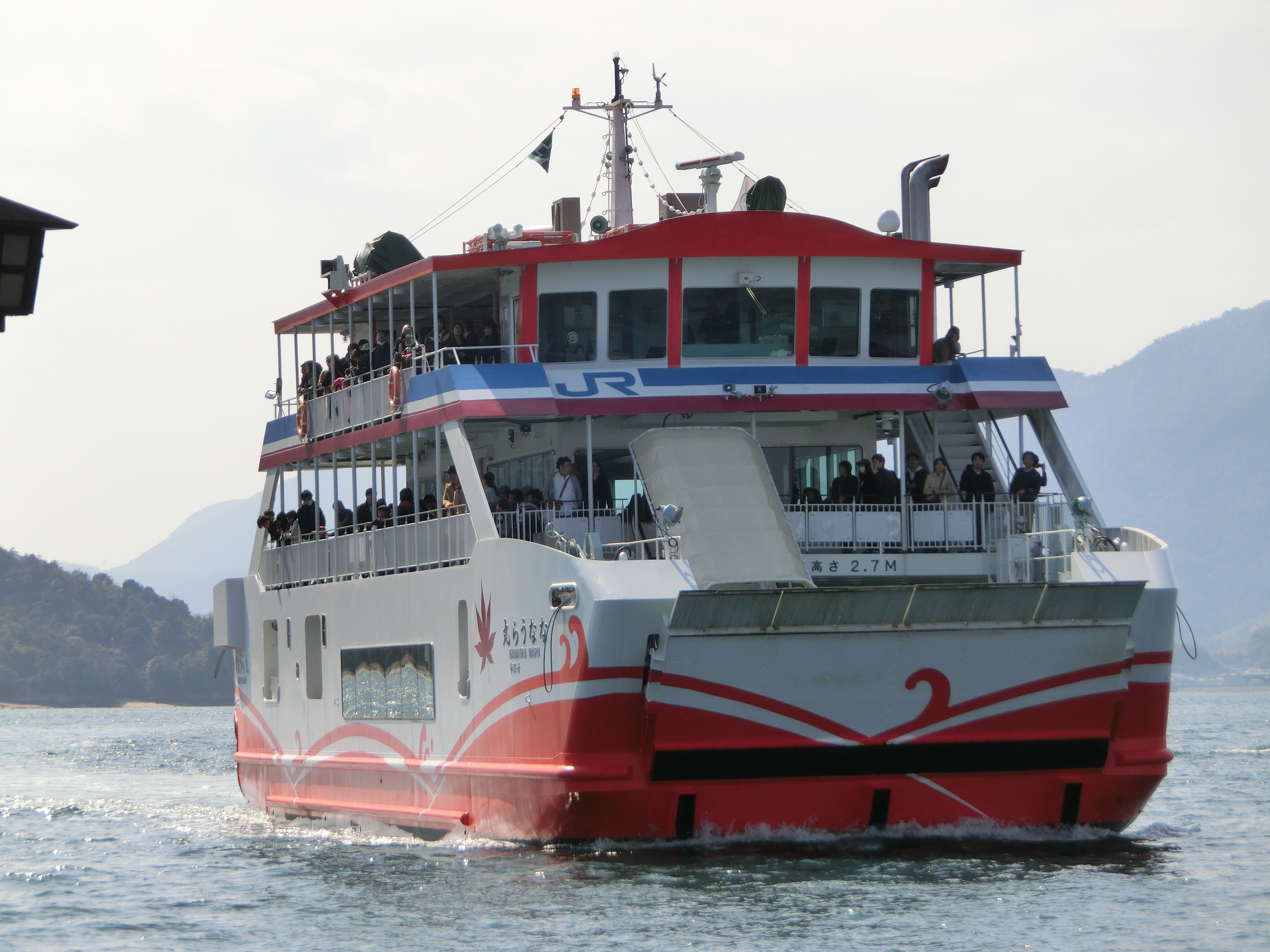
ななうら丸
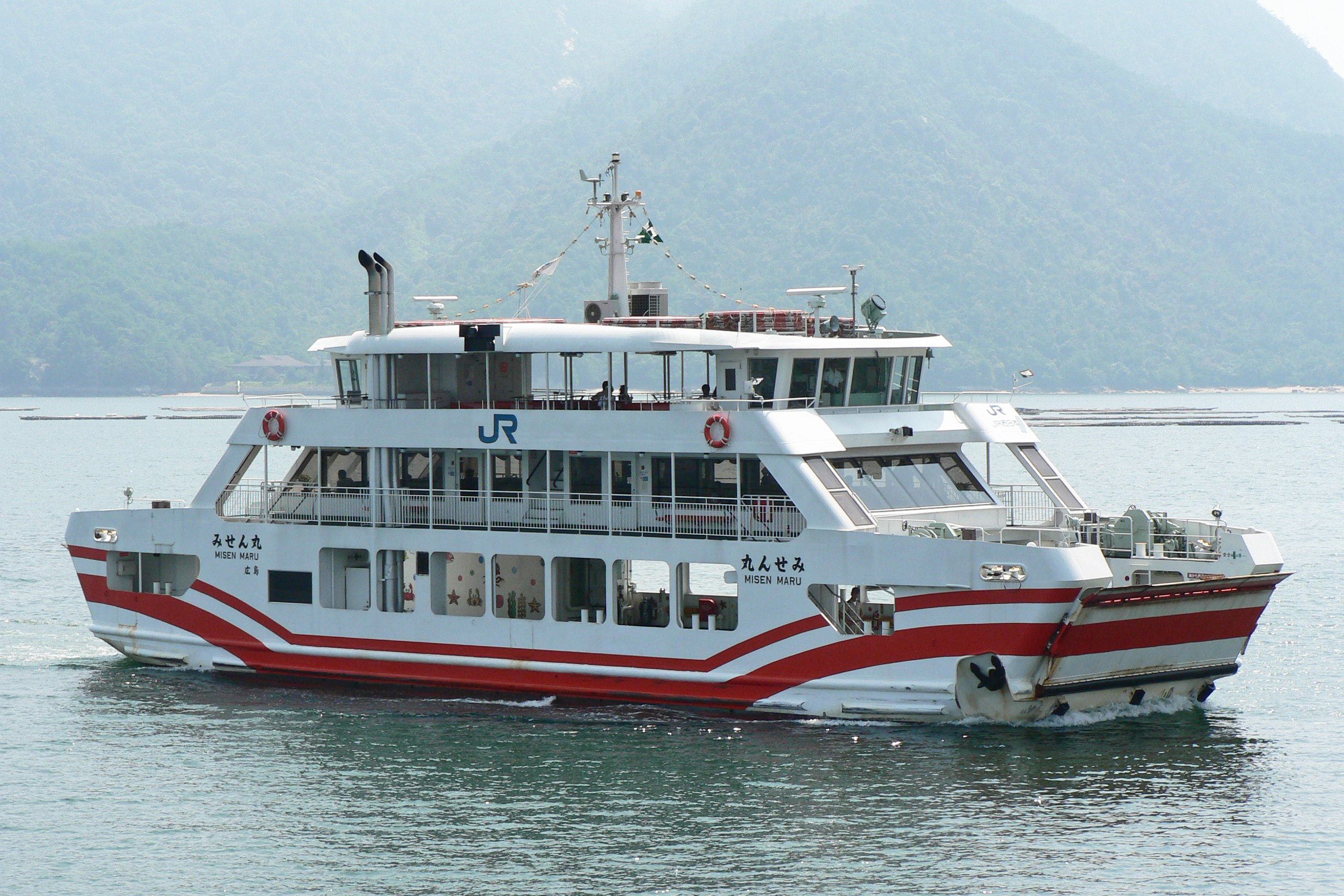
みせん丸

### 過去就航していた船舶
| 船名                | 用途         | 総トン数 | 就航日           | 終航日                      | 備考                                                                   |
| ------------------- | ------------ | -------- | ---------------- | --------------------------- | ---------------------------------------------------------------------- |
| 宮島丸              | 客船         | 30.32 t  | 1902年4月        | 1905年11月8日               |                                                                        |
| 厳島丸              | 客船         | 70.00 t  | 1905年11月8日    | 1924年9月1日                |                                                                        |
| みやじま丸（初代）  | 客船         | 242.08 t | 1954年10月9日    | 1970年3月20日               | 1962年車載対応 1964年転籍、大島丸（2代目）になる                       |
| みやじま丸（2代目） | 客貨船       | 117.16 t | 1965年10月1日    | 1978年9月19日               |                                                                        |
| みやじま丸（3代目） | 旅客フェリー | 266.40 t | 1978年9月27日    | 2006年5月12日               |                                                                        |
| 七浦丸              | 客船         | 188.83 t | 1920年 1954年7月 | 1946年4月24日 1955年8月25日 | 1901年5月27日に下関丸として大島航路に就役 1920年転籍時に七浦丸に改称   |
| ななうら丸（2代目） | 旅客フェリー | 196t     | 1987年2月18日    | 2016年11月7日               |                                                                        |
| 弥山丸              | 客船         | 188.83 t | 1920年           | 1956年3月                   | 1901年5月27日に大瀬戸丸として大島航路に就役 1925年6月5日に弥山丸に改称 |
| みせん丸（2代目）   | 客貨船       | 117.22 t | 1965年10月1日    | 1976年7月24日               |                                                                        |
| みせん丸（3代目）   | 旅客フェリー | 266.49 t | 1978年8月10日    | 1996年4月25日               |                                                                        |
| 山陽丸              | 客貨船       | 158.20 t | 1965年7月15日    | 1978年7月31日               | 大島航路・仁堀航路の予備船兼用                                         |
| 安芸丸（2代目）     | 旅客フェリー | 267.03 t | 1976年           | 1987年1月28日               | 1970年3月20日に大島丸 （3代目）として就役                              |
| 五十鈴丸            | -            | -        | 1964年           | 1965年                      | 150t魚雷運搬船を改造                                                   |
| 玉川丸              | -            | -        | 1964年           | 1965年                      | 150t魚雷運搬船を改造                                                   |
| かざし              | -            | -        | -                | -                           |                                                                        |
| みゆき              | -            | -        | -                | -                           |                                                                        |
| みさき              | -            | -        | -                | -                           |                                                                        |

## 運送実績
2009年（平成21年）の運送実績は1,765,251人（船舶別宮島来場者数、「廿日市市統計書 2010年（平成22年）版」より）で、宮島松大汽船の1,596,058人を上回り首位になっている。宮島来場者総数が3,464,546人なので、約51 %のシェアである。2001年（平成13年）からの実績は、年によっては宮島松大汽船を下回る年もある。詳細は、「宮島桟橋#利用状況」を確認のこと。

## 補足
1. ↑  当時広島で最大の部数だった新聞芸備日日新聞の社主であった。
2. ↑  書籍によっては同年6月就航開始とする物も存在するが、その時は届出を行ったのみの可能性もある
3. ↑  この間の経緯は不明ながら、厳島渡津合資会社は1902年5月に解散している
4. ↑  「渡津株式会社」と「宮島渡航株式会社」の関係について、『鉄道連絡船再見 海峡を結ぶ"動く架け橋"をたずねて』では不明としている